# Броштени (Олт)
Броштени (рум. Broșteni) насеље је у Румунији у округу Олт у општини Гаванешти. Oпштина се налази на надморској висини од 161 m.

## Становништво
Према подацима из 2002. године у насељу је живело 434 становника, од којих су сви румунске националности.